# Felix Edmundovič Dzeržinskij
Felix Edmundovič Dzeržinskij (rusky Феликс Эдмундович Дзержинский – Feliks Edmundovič Dzeržinskij, rodným jménem Feliks Dzierżyński; 11. září 1877, Oziembłowo, dnes Dzierżynowo – 20. července 1926, Moskva) byl ruský revolucionář a sovětský politik polského původu. V mládí se podílel na vzniku sociálně demokratické strany v Polsku a Litvě, byl mnohokrát vězněn, až se roku 1917 setkal s Leninem a stal se bolševikem. Od té doby se věnoval ruské a sovětské politice. Byl zakladatelem a velitelem obávané ruské Čeky, faktické předchůdkyně pozdějších GPU, NKVD a posléze KGB.
Je všeobecně považován za jednoho ze strůjců mnoha masových vražd a bolševických represálií během Ruské občanské války v letech 1917 až 1922, během nichž zahynulo několik set tisíc lidí.

## Život
Narodil se v rodinném sídle Dzeržinovo asi 60 km západně od Minsku a 15 km od Ivjaňce v Ruském impériu (dnes v Bělorusku). Pocházel ze zchudlé polské šlechtické a katolické rodiny, kde měl pět sourozenců. V dětství se chtěl stát knězem, krátce před maturitou však ztratil víru a jako revolucionář byl vyloučen ze studia. V roce 1895 se stal členem tehdejší Litevské a roku 1900 Polsko-litevské sociálně demokratické strany. V jejích řadách pak bojoval v letech 1905 až 1907 během povstání ve Varšavě, po porážce povstání byl vypovězen na Sibiř. Během cesty na Sibiř zorganizoval vzpouru vězňů a uprchl zpět do Varšavy. Byl vydavatelem dvou stranických časopisů a ilegálně působil i na území někdejšího Rakouska-Uherska, kde propagoval myšlenky proletářské revoluce a pomáhal zakládat různé ilegální anarchistické a revoluční organizace. Během života strávil 11 let ve vězení za podvratnou a ilegální činnost, první zatčení proběhlo již v roce 1897, další pak v roce 1905 a 1907. V roce 1914 zatčen v Polsku, v roce 1916 byl odsouzen carským soudem na tři roky do vězení v Moskvě, odkud ho vysvobodila únorová revoluce.
Během bolševické Říjnové revoluce přijal nové poruštělé příjmení Dzeržinskij, mezi bolševiky byl přezdíván jako Železný Felix nebo Krvavý Felix. V letech 1919–1923 působil ve funkci lidového komisaře vnitra a dopravy (tehdejší obdoba dnešního ministerstva vnitra a ministerstva dopravy), předsedal také státní Komisi pro zlepšení života dětí, od roku 1924 byl také předsedou Nejvyšší rady národního hospodářství a kandidátem politbyra ruské bolševické strany ÚV VKS(b).
Lenin vysoce oceňoval jeho bezohlednou tvrdost, i když s ním Dzeržinskij i v závažných otázkách nesouhlasil (Brest-litevský mír, role odborů, sovětská národnostní politika atd.) Když mu Lenin jednou vytkl „velkoruský šovinismus“, obvinil ho z šovinismu neruských národů. V prosinci 1917 ho pověřil vybudováním instituce na obranu proti kontrarevoluci, zprvu nazvané Čeka (čerezvyčajnaja komissija), která se roku 1922 pod jeho vedením změnila v GPU (OGPU). Tento mocný aparát měl v roce 1917 25 zaměstnanců, v roce 1924 téměř 22 tisíc a obrovskou síť tajných agentů. Za první dva roky se počet obětí odhaduje na 50–100 tisíc, do roku 1926 asi půl milionu. Pod Dzeržinského organizací začaly vznikat pracovní tábory GULAG pro odpůrce režimu, postupně i jen pro „třídní nepřátele“. Do roku 1960, kdy byly zrušeny, jimi prošly odhadem desítky milionů lidí a hrály i nezanedbatelnou roli v sovětském hospodářství.
Zemřel 20. července 1926 v Moskvě na infarkt myokardu, a to bezprostředně po dvouhodinové řeči k Ústřednímu výboru VKS(b), v níž ostře útočil na „opozici“ Trockého, Zinověva a Kameněva. O jeho smrti panují dodnes různé dohady, žádný však nebyl věrohodně historicky potvrzen.
Heslo „Chladnou hlavu, planoucí srdce a čisté ruce.“ se stalo také heslem příslušníků bezpečnostních sborů československé bezpečnosti.

## Legenda
Dzeržinskij imponoval svým až fanatickým odhodláním a když zemřel, nazval ho Stalin „rytířem revoluce“. Tím začalo soustavné propagandistické budování jeho pověsti jako údajně čestného muže s čistýma rukama. Byla po něm pojmenována řada měst, ulic a závodů, populární fotoaparát FED, lokomotivy FD a byla mu postavena řada pomníků. Velký železný pomník stál na Lubjance před budovou KGB a v roce 1991 byl stržen jako symbol komunismu. V roce 2012 však vedení města Moskvy rozhodlo, že bude obnoven jako kulturní památka.
V roce 2023 byla sídle SVR v Moskvě odhalena přesná kopie pomníku, který byl v roce 1991 odstraněn z náměstí Lubjanka.

## Spisy (české překlady)
- Výbor z díla. Překlad Jan Kovář. 2. vyd. Praha: Naše vojsko, 1977. 224 s. cnb000412415. [1. vydání: Naše vojsko, 1974, cnb000464249.]
- Projevy a články 1908–1926. 1. vyd. Praha: Naše vojsko, 1951. 312 s. cnb000503040.

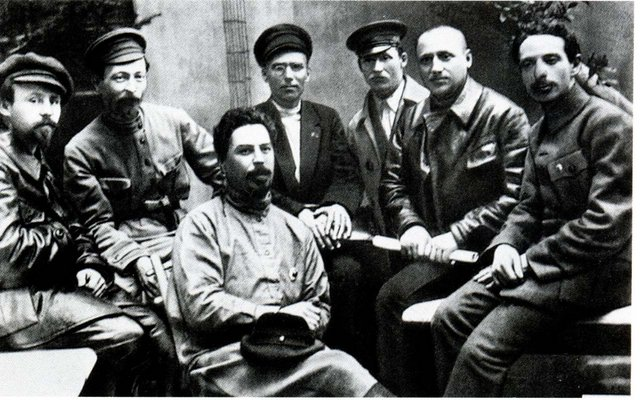
F. E. Dzeržinskij (druhý zleva) s vedoucími Čeky (1919)
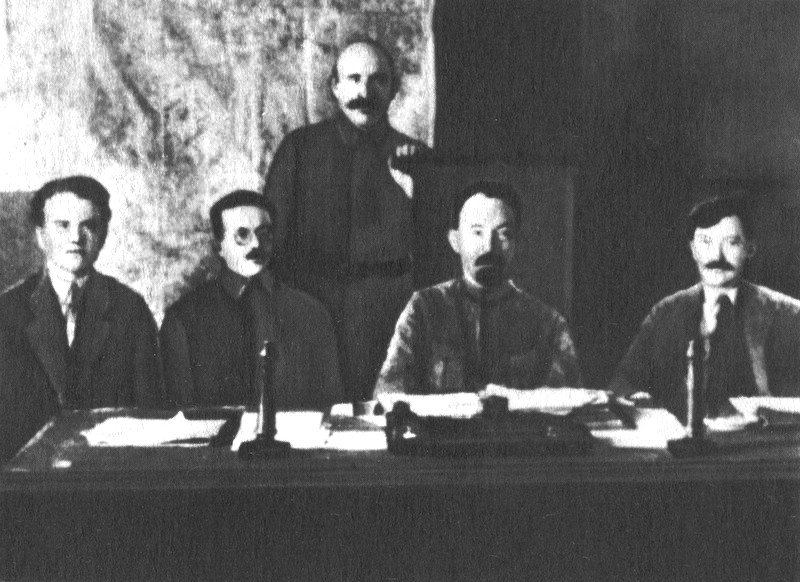
Dzeržinskij (druhý sedící zprava) s ostatními členy kolegia VČK v roce 1921